# OGLE
L'Experiment de lent òptica gravitacional, o OGLE, per les seues sigles en anglès (Optical Gravitational Lensing Experiment) és un projecte astronòmic polonès, iniciat a la Universitat de Varsòvia, que està dedicat principalment al descobriment de matèria fosca, usant la tècnica de microlent gravitacional. Des del seu inici el 1992 ha descobert diversos planetes extrasolars, com un benefici addicional. El projecte va ser iniciat pel professor Andrzej Udalski, qui és codescubridor d'OGLE-2005-BLG-390 L b.

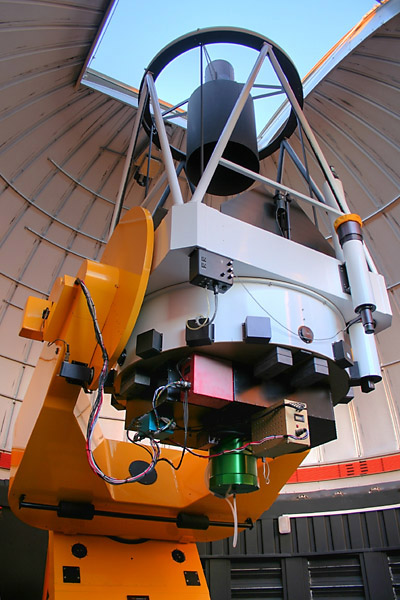
Telescopi OGLE en l'Observatori Las Campanas

Els objectius principals del projecte són els Núvols de Magalhães i el bulb galàctic, donat l'alt nombre d'estels que poden ser utilitzades per una microlent gravitatòria durant un trànsit astronòmic estel·lar. La majoria de les observacions han estat realitzades des de l'Observatori Las Campanas a Xile. Dins de les institucions que col·laboren en el projecte es pot nomenar la Universitat de Princeton i la Carnegie Institution for Science.

## Fases del projecte
El projecte ha estat dividit en quatre fases:
- La primera fase, OGLE-I (1992-1995), va utilitzar el telescopi Swope d'1,0 metres (3 ft 3 in) i un sensor CCD d'un sol xip.
- Per a OGLE-II (1996-2000), a l’Observatori de Las Campanas es va construir un telescopi d’1,3 metres dedicat al projecte (el telescopi de Varsòvia). Estava equipat amb un sol sensor de 2048 × 2048 píxels amb un camp de visió de 0,237 graus d'ample.[1]
- OGLE-III (2001-2009) va ampliar la càmera a un mosaic de vuit CCD de 2048 × 4096 píxels i va ser capaç de buscar esdeveniments de microlent gravitacional i transitar planetes en quatre camps: la protuberància galàctica, la constel·lació de la Quilla,[2] i cap als dos Núvols de Magalhães.
- El projecte arriba a la seva quarta fase. Com a subproducte del seguiment constant de centenars de milions d’estrelles, es van construir els catàlegs més grans d’estrelles variables i es van detectar els primers exoplanetes descoberts mitjançant la tècnica de microlent. El 2010, després dels treballs d'enginyeria realitzats el 2009, la quarta i actual fase, OGLE-IV, es va iniciar amb una càmera CCD de mosaic de 32 xips que omple el camp de visió de 1,5° del telescopi de Varsòvia.[3] L’objectiu principal d’aquesta fase és augmentar el nombre de deteccions planetàries mitjançant microlents, que permet la nova càmera.

## Planetes descoberts
Fins al moment s'han descobert alguns planetes, uns d'ells gràcies al mètode de trànsits i altres gràcies a microlents gravitacionals, (llista no exhaustiva)
- OGLE-TR-10
- OGLE-TR-111
- OGLE-TR-132
- OGLE-TR-56
- OGLE-TR-113
- OGLE-2003-BLG-235L/MOA-2003-BLG-53
- OGLE-2005-BLG-071
- OGLE-2005-BLG-169
- OGLE-2005-BLG-390
- OGLE-TR-211
- OGLE-TR-182
- OGLE2-TR-L9
- OGLE-2006-BLG-109

## Nomenclatura
Per a esdeveniments trobats utilitzant el mètode de microlent, després de la sigla OGLE s'inclou l'any de descobriment, BLG indica que van ser detectats en el bulb galàctic (galactic BuLdGe), i després s'indica el nombre ordinal de l'esdeveniment en aquest any.
Els esdeveniments descoberts pel mètode de trànsit posseeixen la sigla TR (TRansit), i el nombre ordinal de l'esdeveniment de trànsit. La lletra minúscula en tots dos casos indica l'ordre del planeta en el seu sistema (b si és el més proper al seu estel, c per al segon, etc.).